# Joachim Zollikofer
Joachim Zollikofer (* 19. März 1547 in St. Gallen; † 21. September 1631 ebenda) war ein Bürgermeister von St. Gallen (Schweiz).

## Leben
Joachim Zollikofer wurde als Sohn des Laurenz Zollikofer (1519–1577), Kaufmann, und dessen Ehefrau Dorothea Theodosia (1523–1603), Tochter von Joachim Vadian, geboren. Seine Brüder waren:
- Laurenz Zollikofer (* 1552; † unbekannt), er besass die Gerichtsherrschaften und Schlösser Oetlishausen und Thurberg, nordwestlich von Weinfelden, im Thurgau, den Edelsitz Greifenstein in Thal als mütterliches Erbe und die Weinburg (heute: Gymnasium Marienburg) bei Rheineck von seiner Ehefrau Ottilia Zili. In St. Gallen bekleidete er die Stellen eines Stadtammanns und später eines General-Stadthauptmanns
- David Zollikofer (* 1563; † 1647) war von 1632 bis 1638 Majoratsherr zu Altenklingen und Pfauenmoos, Besitzer des Schlosses Grünenstein in Balgach und war auch Herrschaftsverweser zu Oberaach

Joachim Zollikofer war ein Neffe des Leonhart Zollikofer (1529–1587), Kaufmann und Diplomat.
Er war ein vermögender Kaufmann und der Verwalter des Landsitzes Pfauenmoos in Berg sowie von Schloss Altenklingen.
1585 übernahm er das Amt des Stadtrichters sowie 1595 und 1611 des Bussenrichters. 1599 wurde er zum Schulrat gewählt und gründete gemeinsam mit seinen Brüdern einen grösseren Schulfonds. Mehrfach war er auch Pannerhauptmann.
In der Zeit von 1613 bis 1625 wirkte er, im Wechsel gemeinsam mit Joachim Reutlinger, Georg Huber und Ambrosius Schlumpf (gewählt 1620), im Dreijahresturnus als Amtsbürgermeister, Altbürgermeister und Reichsvogt von St. Gallen.
Joachim Zollikofer war seit 1572 mit Katharina, Tochter des Mattheus Seutter von Loetzen aus Kempten, verheiratet.

## Mitgliedschaften
Er war Mitglied der Gesellschaft zum Notenstein.